# Erebo (novela)
Erebo es una novela del escritor boliviano Pablo Gumiel, publicada en 1955 y considerada una de las piezas fundacionales de la literatura LGBT de Bolivia, así como una de las primeras obras de su tipo en América Latina.

## Argumento
Erebo narra a través de una estética con influencias románticas la historia de Jacob, un hombre homosexual descrito como rubio, delicado y de tendencia artística. La novela se inicia con un reencuentro entre Jacob y su amante en una estación solitaria, y en una habitación de hotel, Jacob lee junto a su amante una carta en la que relata su vida y lo mucho que ha sufrido a causa del rechazo social a su orientación sexual —la que comienza a descubrir durante su niñez y juventud y ante la cual se define a sí mismo como «anómalo» y castigado por Dios—, desde la discriminación a la que era objeto de pequeño hasta la trágica muerte de su primer amor. Ante su incapacidad de enfrentarse contra los prejuicios de la sociedad, ambos deciden suicidarse al final del libro.
El título de la novela hace referencia, de acuerdo a la mitología griega, a Érebo, un lugar intermedio entre Hades —que representa el inframundo— y la Tierra, haciendo referencia también a la oscuridad por la cual transita el protagonista durante el desarrollo del texto.

## Autoría
No existen datos biográficos sobre Pablo Gumiel, autor de Erebo. Se pensaba que dicho nombre correspondería a un seudónimo, sin embargo diversas investigaciones han establecido que se trataría de su nombre real y que la familia era oriunda de Potosí, trasladándose posteriormente a La Paz.

## Recepción
La novela fue publicada por la Editorial Fénix en 1955. En la época de su lanzamiento, Erebo fue considerado como «originalísimo en la novelística nacional» al presentar un «doloroso y humano tema» como la homosexualidad.
En 2019 el libro fue reeditado por primera vez, a cargo de la editorial Amistades Particulares, luego que permaneciera en el olvido desde su publicación hasta que un editor boliviano encontró una copia en un mercado de textos antiguos en La Paz. El editor Carlos Sanrune incluyó en esta edición un epílogo donde realiza un recorrido histórico por la narrativa de temática LGBT en español.